# Ruy López de Segura
Ruy López de Segura (født 1530 i Zafra ved Badajoz i Spanien – død 1580) var katolsk præst og skakspiller. 
Han vandt verdens første internationale skakturnering, som blev afholdt i Madrid i 1560. Under en rejse til Italien i 1571 slog han to af de stærkeste italienske mestre, Giovanni Leonardo di Cutri og Pablo Boi, som dog fik revanche i 1575 ved den spanske konge Felipe 2.'s hof. På grund af sine resultater regnes Ruy Lopez også af mange for uofficiel skakverdensmester.
Ruy López skrev bogen Libro de la invención liberal y arte del juego del Axedrez, som regnes for den første lærebog i skak efter de nugældende regler for skakspillet og introducerede gambit-begrebet, hvor man ofrer en eller flere brikker for at opnå fordel. Han anvendte bl.a. spansk åbning, som på engelsk normalt kaldes Ruy Lopez, og kongegambit.